# Martín Illia
Martín Illia (Samolaco, Sondrio, Lombardía, Italia, 1861 – Pergamino, Buenos Aires, Argentina, 1948).
Padre del presidente de Argentina Arturo Illia y otros doce hijos, Martín fue un modesto agricultor italiano, un inmigrante proveniente de la Lombardía.

## Biografía
Martín Illia nació en Samolaco, Sondrio, Lombardía, Italia, en 1861, y llegó a la Argentina en 1866 junto con su padre, estableciéndose en Tandil, provincia de Buenos Aires, e instalando un pequeño tambo. En 1872, los pobladores de la localidad fueron degollados por un grupo de gauchos fanáticos, en lo que se llamó la masacre de Tandil, pero los Illia, advertidos momentos antes alcanzaron a salvar sus vidas. Por eso, al año siguiente la familia decidió regresar a Italia. 
En 1876, el joven Martín Illia regresó solo a la Argentina, trabajando unos años como jornalero en la construcción de ferrocarriles. Reunió algunos ahorros que le permitieron adquirir un terreno próximo a la localidad de Pergamino, provincia de Buenos Aires, a donde se trasladó en 1880. 
Empezó a trabajar como agricultor hasta que en 1890, surgió en la chacra la casa donde Martín pudo criar a sus trece hijos, habidos junto a su esposa, Emma Francesconi (nacida en Gratacasolo, Brescia, Lombardía, Italia).
Entre sus hijos, se destacó el médico Arturo Umberto Illia, desde su juventud militante de la Unión Cívica Radical, quien fue senador provincial, diputado nacional, vicegobernador de Córdoba, secundando a Santiago del Castillo, y presidente de la Nación Argentina entre 1963 y el 1966 (depuesto por un golpe de facto). 
Otros de sus hijos fueron: Martín Carlos Illia (agrónomo general egresado de la Escuela Nacional de Agricultura de Casilda, provincia de Santa Fe, en la década del 60, trabajó para el INTA de Pergamino, donde desarrolló el primer maíz híbrido de la Argentina. Por sus trabajos de investigación sobre ese cereal, brindaba conferencias en países latinoamericanos), Italo, Angélica María y Ricardo Horacio. 
Martín Illia falleció en Pergamino, provincia de Buenos Aires, en 1948.